# Bezirk Tepl
Der Bezirk Tepl (tschechisch Okresní hejtmanství Teplá) war ein Politischer Bezirk im Königreich Böhmen. Der Bezirk umfasste Gebiete in Westböhmen im heutigen Karlovarský kraj (Okres Cheb bzw. Okres Karlovy Vary). Sitz der Bezirkshauptmannschaft war die Stadt Tepl (Teplá). Das Gebiet gehörte seit 1918 zur neu gegründeten Tschechoslowakei und ist seit 1993 Teil Tschechiens.

## Geschichte
Die modernen, politischen Bezirke der Habsburgermonarchie wurden 1868 im Zuge der Trennung der politischen von der judikativen Verwaltung geschaffen.
Der Bezirk Tepl wurde 1868 aus den Gerichtsbezirken Tepl (tschechisch soudní okres Teplá) und Weseritz (Bezdružice) gebildet.
1887 wurde die Errichtung eines zusätzlichen Gerichtsbezirkes Marienbad beschlossen. Hierzu wurden zehn Gemeinden aus dem Gerichtsbezirk Tepl ausgeschieden und mit der Stadt Sangerberg aus dem Gerichtsbezirk Petschau zum Gerichtsbezirk Marienbad zusammengeschlossen.
Die Errichtung des Gerichtsbezirks erlangte per 1. Mai 1888 seine Amtwirksamkeit.
Zudem wurde per 1. Jänner 1890 die Gemeinde Deutsch-Thomaschlag vom Gerichtsbezirk Plan dem Gerichtsbezirk Tepl und damit dem Bezirk Tepl zugewiesen.
Nachdem der Gerichtsbezirk Marienbad am  1. Oktober 1902 gemeinsam mit dem Gerichtsbezirk Bad Königswart (Mariánské Lázně) zum Bezirk Marienbad erhoben wurde, wurden die Grenzen des Bezirks Tepl völlig neu gezogen. So bestand der Bezirk Tepl zwischen 1. Oktober 1902 und dem Jahr 1918 aus den Gerichtsbezirken Petschau und Tepl.
Auch als Teil der neugegründeten Tschechoslowakei sowie nach dem Münchner Abkommen vom 29. September 1938 blieb der Bezirk Tepl bestehen, nachdem im Oktober 1938 deutsche Truppen das Gebiet besetzt hatten, wurde es am 20. November 1938 zum Landkreis Tepl erhoben. Nach dem Ende des Zweiten Weltkriegs wurde das Gebiet Teil des Okres Cheb bzw. Okres Karlovy Vary im Karlovarský kraj.
Im Bezirk Tepl lebten 1869 30.256 Personen, wobei der Bezirk ein Gebiet von 9,4 Quadratmeilen und 72 Gemeinden umfasste.
Bis 1890 stieg die Einwohnerzahl auf 36.410 Personen, während die Fläche 57,4 km² mit 87 Gemeinden umfasste.
Bezogen auf die neugezogenen Grenzen von 1902 lebten im Bezirk Tepl im Jahr 1900 durch die Ausscheidung des Gerichtsbezirks Marienbad nur noch 26.918 Menschen auf 38,85 km². Auch die Zahl der Gemeinden hatte sich auf 62 reduziert.
Der Bezirk Tepl wies 1910 eine Bevölkerung von 26.559 Personen auf, von denen 26.478 Deutsch und neun Tschechisch als Umgangssprache angaben. Im Gerichtsbezirk lebten zudem 72 Anderssprachige oder Staatsfremde. Die Fläche hatte sich seit der letzten Volkszählung nicht mehr verändert, jedoch hatte sich die Anzahl der Gemeinden leicht auf 63 erhöht.